# Congresso mondiale della pace di Parigi
Il congresso mondiale della pace, tenutosi a Parigi (Salle Pleyel) fra l'aprile e il maggio del 1949, fu il primo incontro tra diverse organizzazioni europee aderenti al Movimento per la Pace, nato a Breslavia nell'agosto dell'anno precedente . Il congresso seguì, a pochissime settimane di distanza, la firma del trattato istitutivo della NATO.
Il movimento è generalmente considerato come di ispirazione comunista e anzi in alcune letture è direttamente definito come un organismo comunista, erede ideale del movimento dei Combattenti per la Libertà, tuttavia ebbe al suo vertice soggetti non organici a partiti di riferimento sovietico, ad esempio Marthe Cousin del Parti Socialiste Unitaire, o André Colleu, della nouvelle gauche.
Il dibattito puntava a stabilire obiettivi da perseguire per ottenere la pacificazione mondiale. Il simbolo adottato dal congresso fu la Colomba della pace, opera del pittore Pablo Picasso, iscritto al Partito Comunista Francese.
Immediatamente dopo il congresso, in cui il tema dell'unificazione tedesca ebbe un ruolo di primo piano, si tennero diverse riunioni a Berlino (allora divisa fra le due Germanie) e Mosca per dar vita al Fronte per l'unità ed una pace giusta, una formazione la cui paternità Wilhelm Pieck attribuì direttamente a Stalin che gliene avrebbe parlato nel noto incontro del 6 maggio 1949.